# Bruno Sávio
Bruno Sávio da Silva (Pará de Minas, Minas Gerais, Brasil; 1 de agosto de 1994) es un futbolista brasileño que juega como centro delantero o mediocampista ofensivo y su equipo actual es Millonarios de la Categoría Primera A de Colombia.

## Orígenes y formación
Nacido en Pará de Minas, Minas Gerais, Brasil, Sávio se unió a la cantera del América Mineiro en 2013 y comienza a impresionar con la plantilla sub-20, tras ser la máxima figura de la BH Junior Football Cup 2014.  El 5 de agosto de 2014, renovó su contrato hasta 2017 y fue promovido al plantel profesional. 

"Empecé y tuve la oportunidad de jugar en varios equipos tradicionales de fútbol amateur, como Brumadinho, Frigoarnaldo, Fluminense de Mocambeiro, Guaraní, Ajax. Después, jugué la Copa BH para Guaraní, de Pará de Minas. En ese momento, el profesor Darío me dio la oportunidad. Me ayudó mucho. Jugué algunas competiciones en la Sub-20 y fui campeón de la Copa BH, que fue cuando pasé al profesional". Declaración de Bruno Sávio, sobre como inicio en la profesión de futbolista.

## Trayectoria

### América Mineiro
Sávio hizo su debut profesional con el América Mineiro el 1 de febrero de 2015, entrando como suplente en la segunda mitad en un empate 0-0 del Campeonato Mineiro contra el Guarani. Hizo su debut en la Serie B el 9 de mayo, comenzando en un empate 1-1 en casa contra Bahía.
Sávio anotó su primer gol profesional el 3 de octubre de 2015, anotando un gol ganador en el último minuto en la victoria por 2-1 en Mogi Mirim.

### Entre cesiones y promesas, de Brasil a Europa
En 2017, Sávio fue prestado al Mirassol y al Cuiabá con el objetivo de sumar rodaje. Con este último, integró el plantel que logró el ascenso de la Serie C a la Serie B. Más tarde, en 2019, dio el salto al fútbol europeo al ser traspasado al Louletano DC de Portugal. Desde allí, fue cedido al NK Istra 1961 de Croacia y posteriormente al Avaí FC, aunque no logró afianzarse en ninguno de esos equipos.

### Consolidación en Guaraní
En 2020, Sávio fue cedido al Guaraní De Campinas  y jugó en 38 partidos, anotando tres goles. Para 2021, continuó en el Bugre y se estableció al marcar 12 goles en 40 partidos, convirtiéndose en el máximo goleador del club en ese año. El botín de oro de la Serie B lo llegó a disputar cabeza a cabeza con el argentino Germán Cano y  Léo Gamalho, aunque lo tres bajaron su frecuencia goleadora y culminada la campaña el que se llevo la distinción fue el jugador Edu con 17 tantos.

### Club Bolívar
Posteriormente, en enero de 2022 fue anunciado como nuevo refuerzo del Bolívar de Bolivia, en una incorporación que se concretó por pedido expreso del entrenador Antônio Carlos Zago.  En su partido de debut contra Blooming el 6 de febrero de 2022, anotó un hat-trick.

### Al Ahly SC
El 10 de septiembre de 2022, fue transferido al club egipcio Al Ahly, por una cifra cercana a los €1.5 millones. El 28 de octubre de 2022, marcó su primer gol con el Al Ahly en la victoria por 2-0 contra el Zamalek en la Supercopa de Egipto 2021-22. 
El 5 de julio de 2023, se hace oficial su salida del club y retorno al Bolívar de Bolivia.

### Millonarios
El 31 de julio de 2025, su fichaje por Millonarios de Colombia generó desde Brasil cierta controversia, ya que ese mismo día también se había anunciado un acuerdo con el Avaí FC. Finalmente, Sávio se unió al club bogotano como agente libre, firmando un contrato por un año con opción de compra.

## Estadísticas
| Club                                    | Div.                | Temporada           | Liga  | Liga  | Liga   | Estadual | Estadual | Estadual | Copas | Copas | Copas  | Internacional | Internacional | Internacional | Total | Total | Total  | Prom. · |
| Club                                    | Div.                | Temporada           | Part. | Goles | Asist. | Part.    | Goles    | Asist.   | Part. | Goles | Asist. | Part.         | Goles         | Asist.        | Part. | Goles | Asist. | Prom. · |
| --------------------------------------- | ------------------- | ------------------- | ----- | ----- | ------ | -------- | -------- | -------- | ----- | ----- | ------ | ------------- | ------------- | ------------- | ----- | ----- | ------ | ------- |
| América Mineiro · Brasil                | 2.ª                 | 2015                | 14    | 1     | 3      | 8        | 0        | 0        | 2     | 0     | 0      | —             | —             | —             | 24    | 1     | 3      | 0,04    |
| América Mineiro · Brasil                | 1.ª                 | 2016                | 14    | 1     | 0      | 8        | 1        | 0        | 3     | 0     | 0      | —             | —             | —             | 28    | 3     | 0      | 0,10    |
| América Mineiro · Brasil                | Total               | Total               | 28    | 2     | 3      | 16       | 1        | 0        | 5     | 0     | 0      | —             | —             | —             | 52    | 4     | 3      | 0,07    |
| Mirassol · (cedido) · Brasil            | PA1                 | 2017                | —     | —     | —      | 11       | 1        | 0        | 2     | 0     | 0      | —             | —             | —             | 13    | 1     | 0      | 0,07    |
| Cuiabá · (cedido) · Brasil              | 3.ª                 | 2017                | 14    | 3     | 0      | —        | —        | —        | —     | —     | —      | —             | —             | —             | 14    | 3     | 0      | 0,21    |
| Cuiabá · (cedido) · Brasil              | 3.ª                 | 2018                | 16    | 4     | 0      | —        | —        | —        | —     | —     | —      | —             | —             | —             | 16    | 4     | 0      | 0,25    |
| Cuiabá · (cedido) · Brasil              | Total               | Total               | 30    | 7     | 0      | —        | —        | —        | —     | —     | —      | —             | —             | —             | 30    | 7     | 0      | 0,23    |
| Bragantino · (cedido) · Brasil          | 3.ª                 | 2018                | —     | —     | —      | 5        | 0        | 0        | 3     | 0     | 0      | —             | —             | —             | 8     | 0     | 0      | 0       |
| Istra 1961 · (cedido) · Croacia         | 1.ª                 | 2019                | 9     | 0     | 0      | —        | —        | —        | —     | —     | —      | —             | —             | —             | 9     | 0     | 0      | 0       |
| Avaí · (cedido) · Brasil                | 1.ª                 | 2019                | 5     | 0     | 0      | —        | —        | —        | —     | —     | —      | —             | —             | —             | 5     | 0     | 0      | 0       |
| Guarani de Campinas · (cedido) · Brasil | 2.ª                 | 2020                | 28    | 3     | 4      | 7        | 0        | 0        | 3     | 0     | 0      | —             | —             | —             | 38    | 3     | 4      | 0,07    |
| Guarani de Campinas · (cedido) · Brasil | 2.ª                 | 2021                | 32    | 11    | 5      | 8        | 1        | 2        | —     | —     | —      | —             | —             | —             | 40    | 12    | 7      | 0,30    |
| Guarani de Campinas · (cedido) · Brasil | Total               | Total               | 60    | 14    | 9      | 15       | 1        | 2        | 3     | 0     | 0      | —             | —             | —             | 78    | 15    | 11     | 0,19    |
| Bolívar · Bolivia                       | 1.ª                 | 2022                | 27    | 14    | 3      | —        | —        | —        | —     | —     | —      | 4             | 2             | 1             | 31    | 16    | 0      | 0,51    |
| Al Ahly · Egipto                        | 1.ª                 | 2022–23             | 14    | 1     | 3      | —        | —        | —        | 1     | 0     | 0      | 2             | 0             | 0             | 18    | 2     | 3      | 0,11    |
| Bolívar · Bolivia                       | 1.ª                 | 2023                | 12    | 7     | 7      | —        | —        | —        | 11    | 2     | 2      | 4             | 0             | 1             | 27    | 9     | 10     | 0,33    |
| Bolívar · Bolivia                       | 1.ª                 | 2024                | 23    | 7     | 11     | —        | —        | —        | —     | —     | —      | 7             | 4             | 2             | 30    | 11    | 13     | 0,36    |
| Bolívar · Bolivia                       | 1.ª                 | 2025                | 4     | 0     | 1      | —        | —        | —        | 1     | 0     | 0      | 3             | 0             | 0             | 8     | 0     | 1      | 0       |
| Bolívar · Bolivia                       | Total               | Total               | 66    | 28    | 22     | —        | —        | —        | 12    | 2     | 2      | 18            | 6             | 4             | 96    | 36    | 28     | 0,37    |
| Millonarios · Colombia                  | 1.ª                 | 2025                | 1     | 0     | 0      | —        | —        | —        | —     | —     | —      | —             | —             | —             | 1     | 0     | 0      | 0       |
| Total en su carrera                     | Total en su carrera | Total en su carrera | 213   | 52    | 37     | 47       | 3        | 2        | 26    | 4     | 2      | 20            | 6             | 4             | 306   | 65    | 45     | 0,21    |

#### Tripletes
| 1. | 6 de febrero de 2022 | El Tahuichi    | Blooming - Bolivar |  | 0-7 | Primera División de Bolivia |
| 2. | 4 de agosto de 2023  | Hernando Siles | Bolivar - Blooming |  | 6-1 | Primera División de Bolivia |

## Palmarés

### Campeonatos estaduales
| Título             | Equipo          | País   | Año  |
| ------------------ | --------------- | ------ | ---- |
| Campeonato Mineiro | América Mineiro | Brasil | 2016 |

### Campeonatos nacionales
| Título                          | Equipo       | País    | Año     |
| ------------------------------- | ------------ | ------- | ------- |
| Primera División de Bolivia     | Club Bolivar | Bolivia | 2022    |
| Premier League egipcia          | Al Ahly SC   | Egipto  | 2022-23 |
| Supercopa de Egipto             | Al Ahly SC   | Egipto  | 2021-22 |
| Copa de Egipto                  | Al Ahly SC   | Egipto  | 2021-22 |
| Copa de la División Profesional | Club Bolivar | Bolivia | 2023    |
| Primera División de Bolivia     | Club Bolivar | Bolivia | 2024    |

### Campeonatos internacionales
| Título                      | Equipo     | País   | Año     |
| --------------------------- | ---------- | ------ | ------- |
| Liga de Campeones de la CAF | Al Ahly SC | Egipto | 2022-23 |